# Into the Pandemonium
Into the Pandemonium – drugi album szwajcarskiego metalowego zespołu Celtic Frost, wydany w 1987 przez wytwórnię Noise Records.
Za realizację nagrań, dokonanych od stycznia do kwietnia 1987 w studiu Horus Sound w Hanowerze, odpowiada Jan Nemec.

## Muzyka
Materiał różni się od wcześniejszej twórczości zespołu. Na dwóch poprzednich płytach, Morbid Tales z 1984 i To Mega Therion z 1985, zespół prezentował muzykę zbliżoną do black metalu. Celtic Frost zaliczany był do jego pierwszej fali z połowy lat osiemdziesiątych, obok zespołów Venom czy Bathory.
Brzmienie miejscami nawiązuje do blackmetalowego stylu zespołu. Gitara Toma G. Warriora chwilami jest ciężka, masywna, thrashowa. W sekcji rytmicznej pojawiają się charakterystyczne dla To Mega Therion kotły nagrane z pogłosem, nadające muzyce posępnego, diabolicznego charakteru (Rex Irae, utwór nagrany ze śpiewaczką operową Claudią-Marią Mokri). Tym, co najbardziej odróżnia Into the Pandemonium od wcześniejszych produkcji, jest wokal Toma: łagodniejszy, mniej drapieżny, psychodeliczny i depresyjny.
Różnic jest więcej. Na Into the Pandemonium oprócz metalu ekstremalnego (np. Inner Sanctum) znaleźć można elementy różnych innych gatunków muzycznych: heavy metalu i hard rocka (I won't Dance), metalu symfonicznego (Rex Irae), doom metalu (Caress into Oblivion), awangardy (Mesmerized), industrialu (instrumentalny One In Their Pride), rocka gotyckiego (Sorrows of the Moon) czy muzyki poważnej (Rex Irae). Słyszalny jest wpływ dokonań zespołów nowej fali i cold wave, takich jak Bauhaus czy Siouxsie and the Banshees.  
Utwór Mexican Radio jest swobodną interpretacją piosenki zespołu Wall of Voodoo, pochodzącej z płyty Call of the West z 1983. Zamykający płytę Oriental Masquerade to utwór instrumentalny, w którym oprócz instrumentów smyczkowych i kotła użyto rogu (waltorni). Efekt przypomina kompozycję Innocence And Wrath z debiutanckiego albumu.   

## Teksty
Teksty odbiegają od prostego, opartego na brutalnym obrazowaniu wzorca znanego z extreme metalu. Mają często charakter poetycki, są to "pełne smutku poetyckie wizje majestatu, zepsucia, próżności i dumy".  Pojawiają się w nich odwołania literackie, historyczne (zniszczenie Kartaginy podczas wojen punickich w Mesmerized, upadek Babilonu w Babylon Fell).
W tekstach odnaleźć można także zapożyczenia z innych źródeł, świadczące o zainteresowaniach literackich muzyków Celtic Frost. Fragmenty Inner Sanctum są cytatami z wierszy Emily Brontë. Utwór Sorrows of the Moon zawiera fragmenty przekładu na angielski wiersza francuskiego poety Charles’a Baudelaire’a Tristesses de la lune, pochodzącego z tomu Kwiaty zła (1857). Oryginalny wiersz w języku francuskim został wykorzystany w kompozycji o tym samym tytule Tristesses de la lune, która ukazała się w późniejszych wydaniach albumu.

## Okładka
Okładka prezentuje fragment Ogrodu rozkoszy ziemskich, tryptyku namalowanego w 1504 przez niderlandzkiego malarza Hieronima Boscha. W prawym skrzydle tego dzieła, będącego częścią stałej kolekcji Muzeum Prado w Madrycie, znalazła się wizja piekła – wycinek z tego właśnie skrzydła trafił na okładkę Into the Pandemonium.

## Odbiór
Eklektyzm, niejednoznaczność gatunkowa płyty sytuuje Celtic Frost w gronie zespołów poszukujących nowych ścieżek muzycznych. Znalazło to uznanie krytyków muzycznych, fanów zaś podzieliło: oczekujący blackmetalowej kontynuacji byli rozczarowani, inni docenili nowatorstwo. Wskazywano, że płyta "stanowi poważną odskocznię od duszących konwencji gatunkowych" metalu. Zwracano uwagę na eksperymentatorski i pionierski charakter albumu, odwagę wprowadzenia do nagrań instrumentów typowych dla muzyki klasycznej: "Wtedy jeszcze nikt nie łączył z muzyką metalową elementów symfonicznych, żaden zespół nie zatrudniał orkiestry do pracy przy albumie".
Niektórzy uznali produkcję za "dzieło nazbyt ambitne". "Odwaga zespołu zasługuje na szacunek, ale sam eksperyment się nie udał".

## Lista utworów
1. Mexican Radio (Wall of Voodoo cover) – 3:29
2. Mesmerized – 3:24
3. Inner Sanctum – 5:16
4. Sorrows of the Moon – 3:04
5. Babylon Fell – 4:19
6. Caress into Oblivion – 5:14
7. One In Their Pride – 2:51
8. I Won't Dance – 4:33
9. Rex Irae (Requiem) – 5:58
10. Oriental Masquerade – 1:16

## Twórcy
- Thomas Gabriel Fischer – wokal, gitary, syntezatory
- Martin Eric Ain (zm. 2017) – gitara basowa, wokal wspierający
- Reed St. Mark – perkusja, syntezatory